# بازی‌های همبستگی اسلامی ۲۰۱۰
این بازی‌ها قرار بود در سال ۲۰۰۹ میلادی در سه شهر ایران یعنی تهران (پایتخت ایران). و اصفهان (شهر فرهنگی جهان اسلام) و مشهد (شهر مذهبی). و با حضور مردان مسلمان و بعضاً غیر مسلمان از کشورهای اسلامی و کشورهای غیر اسلامی برگزار شود. اما به خاطر پاره‌ای حوادث و اعتراض عرب‌های کشورهای اسلامی به نام منقش شده خلیج فارس بر روی مدالها لغو شد و عملاً برگزار نشد.

## رشته‌ها
رشته‌های ورزشی دومین دوره بازیهای همبستگی کشورهای اسلامی مردان:
1. والیبال
2. شنا
3. شیرجه
4. واتر پلو
5. تنیس روی میز
6. تکواندو
7. کاراته
8. دوومیدانی
9. شمشیربازی
10. جودو
11. وزنه‌برداری
12. تیراندازی (اهداف ثابت واهداف پروازی)
13. هندبال
14. بسکتبال

## رشته‌هایمعلولین
رشته‌های معلولین دومین دوره بازیهای همبستگی کشورهای اسلامی که قرار بود برگزار شود اما لغو شد
1. فوتسال کم توانان ذهنی
2. والیبال نشسته
3. بسکتبال با ویلچر
4. گلبال (نابینایان و کم بینایان)